# بيورن باش
بيورن باش (بالألمانية: Björn Bach)‏ هو راكب الكنو ألماني، ولد في 21 يونيو 1976 في ماغديبورغ في ألمانيا.

## وصلات خارجية
- بيورن باش على موقع اللجنة الأولمبية الدولية (الإنجليزية)
- بيورن باش على موقع أوليمبيديا (الإنجليزية)